# Vlag van Kloosterburen

Vlag van de gemeente Kloosterburen
(1976-1990)

De vlag van Kloosterburen werd op 25 oktober 1976 door de gemeenteraad van Kloosterburen vastgesteld als gemeentevlag.
De vlag verviel als gemeentevlag toen in 1990 Kloosterburen werd samengevoegd met Ulrum, Eenrum en Leens tot een nieuwe gemeente Ulrum. Deze gemeente is in 1992 hernoemd tot De Marne. Sinds 2019 valt Kloosterburen onder de gemeente Het Hogeland.

## Beschrijving en verklaring
De vlag kan als volgt worden beschreven:
Geel met op 1/3 van de vlaglengte een verticaal rood trapezium met de lange parallelle zijde rechts over de gehele vlaghoogte, waaroverheen een blauwe schijf van 1/2 vlaghoogte, beladen met een witte kelk, waaruit een witte opgerolde slang opstijgt.
De kleuren zijn ontleend aan het gemeentewapen, evenals de kelk met de slang.

## Verwante afbeeldingen

Het wapen van Kloosterburen